# Saint-Domingue
Saint-Domingue is de vroegere naam van Haïti, een voormalige kolonie van Frankrijk. De Fransen hadden zich hier al gevestigd toen zij het in 1697 formeel verkregen met de Vrede van Rijswijk. De Fransen noemden het Saint-Domingue, afgeleid van het Spaanse Santo Domingo, het buurland van Haïti. Na de Haïtiaanse revolutie werd het eiland in 1804 onafhankelijk, waarbij de naam werd veranderd in Haïti.